# Fallo (Italia)
Fallo es un municipio situado en el territorio de la provincia de Chieti, en Abruzos (Italia).

## Demografía
| Gráfica de evolución demográfica de Fallo entre 1861 y 2001 |
|                                                             |
| fuente ISTAT - elaboración gráfica a cargo de Wikipedia     |

- Datos: Q3511
- Multimedia: Fallo / Q3511

1. ↑  Worldpostalcodes.org, código postal n.º 66040.
2. ↑  «Codici Catastali». Comuni-italiani.it (en italiano). Consultado el 29 de abril de 2017.